# Thamnium crassipes
Thamnium crassipes är en bladmossart som först beskrevs av Ferdinand François Gabriel Renauld och Jules Cardot, och fick sitt nu gällande namn av Brotherus 1906. Thamnium crassipes ingår i släktet Thamnium och familjen Neckeraceae. Inga underarter finns listade i Catalogue of Life.